# Lengericher Osning
Koordinaten: 52° 10′ 15″ N, 7° 54′ 53″ O

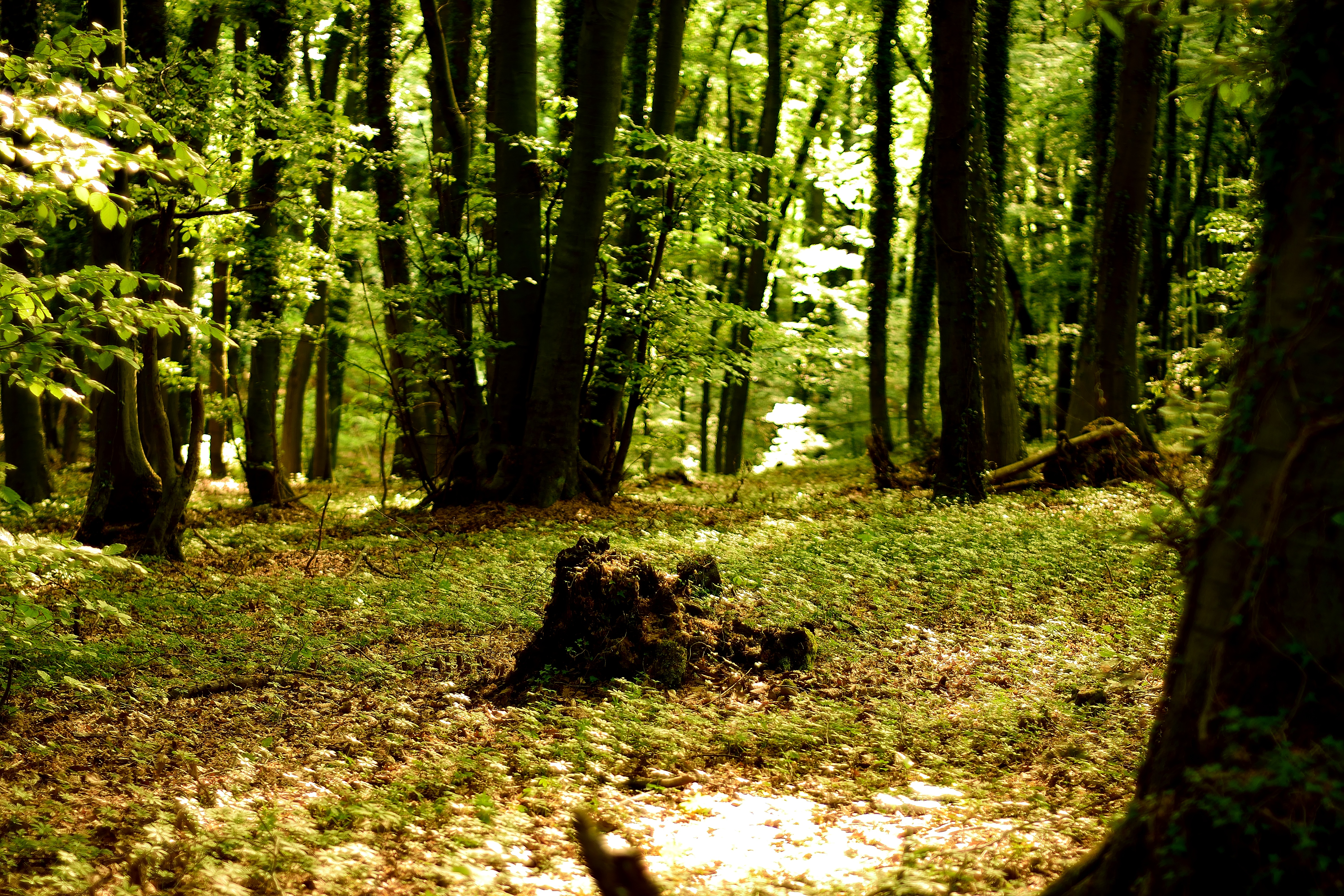
Naturschutzgebiet Lengericher Osning (Mai 2016)

Das Naturschutzgebiet Lengericher Osning liegt auf dem Gebiet der Stadt Lengerich im Kreis Steinfurt in Nordrhein-Westfalen. Das aus fünf Teilflächen bestehende Gebiet erstreckt sich nordöstlich der Kernstadt Lengerich. Durch das Gebiet hindurch verläuft die Landesstraße L 555. Unweit nördlich verläuft die Landesgrenze zu Niedersachsen.

## Bedeutung
Für Lengerich ist seit 1993 ein 170,1745 ha großes Gebiet unter der Kenn-Nummer ST-086 als Naturschutzgebiet ausgewiesen. Das Gebiet wurde unter Schutz gestellt zur Erhaltung, Förderung und Entwicklung sowie zur Wiederherstellung der Biotope landschaftsraumtypischer, seltener und gefährdeter Tier- und Pflanzenarten in einem großen, strukturreichen, durch natürliche Aufbau- und Zerfallsprozesse geprägten Waldkomplex mit naturnahem Quellbachsystem und Kalk-Halbtrockenrasen.